# Mikoyán
Russian Aircraft Corporation MiG, o RSK MiG, es una sociedad anónima rusa. Anteriormente Oficina de Diseño Mikoyán y Gurévich (en ruso: Микоян и Гуревич, МиГ), o simplemente Mikoyán, es una oficina de diseño de aeronaves militares, principalmente aviones de caza.

## Historia
Antiguamente era una oficina de diseño (OKB) soviética, fundada por Artiom Ivánovich Mikoyán y Mijaíl Iósifovich Gurévich como «Mikoyán y Gurévich», con el prefijo de oficina MiG. Después de la muerte de Mikoyán en 1970, el nombre de Gurévich fue eliminado del nombre de la oficina, sin embargo el prefijo continuó siendo MiG. La firma MiG también opera varias plantas de fabricación.
En 2006, el Gobierno de la Federación de Rusia fusionó el 100 % de las acciones de Mikoyán con Iliushin, Irkut, Sujói, Túpolev y Yákovlev dando lugar a una nueva compañía denominada Corporación Aeronáutica Unida, donde Mikoyán y Sujói fueron colocadas dentro de la misma unidad operativa.
Desde 2010, MIG ha entrado en déficit.

## Lista de aviones MiG

### Cazas y cazabombarderos
- MiG-1, 1940
- MiG-3, 1941
- MiG-5, 1941
- MiG-7, 1944
- MiG-9, «Fargo», 1947
- MiG-13 (Mikoyan-Gurevich I-250), 1945
- MiG-13, 1950
- MiG-15, «Fagot», 1948
- MiG-17, «Fresco», 1954
- MiG-19, «Farmer», 1955
- MiG-21, «Fishbed»
- MiG-23, «Flogger-A», 1974
- MiG-25, «Foxbat», 1966
- MiG-27, «Flogger-D/J», 1973
- MiG-29, «Fulcrum», 1983
- MiG-31, «Foxhound» , 1983
- MiG-35

### Experimentales
- MiG-8, 1945
- Mikoyan MiG-110, 1995
- Mikoyan-Gurevich I-270, 1946
- MiG-AT, 1992
- MFI objekt 1.44/1.42, 1986-2000

### Rumores
Los aviones MiG más conocidos son los que fueron producidos en la antigua Unión Soviética, durante la Guerra Fría; como resultado de esta, existen muchos rumores falsos acerca de los aviones de la oficina MiG en Occidente.
- Los aviones que aparecen en la película estadounidense Top-Gun son realmente F-5 estadounidenses pintados con un mimetismo al estilo URSS llamados MiG-28, a pesar de que la designación de aviación rusa asigna números impares a cazas, y números pares a bombarderos.
- En la película de Águilas de acero 2, los supuestos «MiG» rusos que llegan a la base —porque poseen dos toberas— son en realidad Phantoms estadounidenses.
- En la película Águilas de acero 1 los MIG 23 son en realidad aviones IAI Kfir aunque, en los radares de F-16  los iconos tienen la forma de auténticos MiG-23.
- El avión MiG-31 de la película Firefox es un diseño ficticio para la película.
- El avión MiG-37 «Ferret-E» es una maqueta de plástico que fabrica la compañía italiana Italeri.
- Los MiG-33 y MiG-35 en realidad son MiG-29 mejorados.

### Otros aviones
- El MiG-8 y el MiG-110 no son cazas aunque verdaderamente existen.
- El MiG-105 «Spiral» fue diseñado para ser un interceptador orbital, como su contemporáneo estadounidense Boeing X-20 Dyna-Soar. Ambos programas fueron cancelados.

Todos los modelos de caza MiG siempre llevan un número impar, ya que el sistema de designación soviético reservaba los números pares para aviones de bombardeo y transporte.